# Andrew Love
Pour les articles homonymes, voir Love.
Andrew Love, né le 21 novembre 1941 à Memphiset mort le 12 avril 2012 dans la même ville, est un saxophoniste américain basé à Memphis, Tennessee, surtout connu en tant membre des Memphis Horns, « sans doute la plus grande section de cuivres soul de tous les temps ». Il participe à 83 disques certifiés d'or ou de platine.
Andrew Maurice Love naît à Memphis et son intérêt pour la musique commence à l'église baptiste où son père est pasteur et sa mère organiste. Son enseignement musical se poursuit à l'école secondaire et à l'Université Langston dans l'Oklahoma. Il revient à Memphis en 1965 et commence les sessions de travail chez Hi, puis chez Stax, où il fait équipe avec le trompettiste Wayne Jackson, issu des Mar-Keys. Ils créent ensemble le son signature de Stax pour les cuivres, sur les tubes enregistrés par Otis Redding, Sam & Dave et les autres.
Après l'enregistrement de nombreuses pistes pour Stax, Love et Jackson (plus quelques autres musiciens) se rebaptisent The Memphis Horns. Ils commencent à jouer en indépendant l'enregistrement de sessions pour des artistes aussi divers qu'Aretha Franklin, Neil Diamond, Elvis Presley et Dusty Springfield. Le duo Jackson-Love part également en tournée avec The Doobie Brothers, Jimmy Buffett, Stephen Stills, Robert Cray et de nombreux autres artistes.
En 2002, on lui diagnostique la maladie d'Alzheimer, qui le force à prendre sa retraite l'année suivante. En février 2012, les Memphis Horns reçoivent un Grammy Lifetime Achievement Award pour leur importance artistique exceptionnelle dans la musique. Mais Andrew est trop fatigué pour se rendre à la cérémonie. Il meurt le 12 avril 2012, à l'âge de 70 ans.
Al Bell, copropriétaire de Stax, a déclaré: « J'aime les saxophonistes et il y a beaucoup de saxophonistes que j'admire  et que je tiens en haute estime. Mais je n'ai jamais entendu de saxophoniste qui me touche et me transperce comme Andrew Love. C'était l'esprit en lui, et on pouvait le ressentir dans la musique. Il pourrait éveiller vos émotions les plus profondes, mais il le ferait doucement, délicatement. C'est comme s'il faisait l'amour à votre âme ».

## Enregistrements
Voici quelques-uns des enregistrements les plus célèbres auxquels Andrew Love a participé :
Chansons
- Otis Redding : I've Been Loving You Too Long (to Stop Now) (1965)
- Otis Redding : Respect (1965)
- Albert King : Born Under a Bad Sign (1967)
- Otis Redding : (Sittin' on) The Dock of the Bay (1968)
- Aretha Franklin : Think (1968)
- Aretha Franklin : Rock Steady (1971)

Albums
- Otis Redding : The Great Otis Redding Sings Soul Ballads (1965)
- Otis Redding : Otis Blue: Otis Redding Sings Soul (1965)
- Otis Redding : The Soul Album (1966)
- Eddie Floyd : Knock On Wood (1966)
- Otis Redding et Carla Thomas : King & Queen (1967)
- Wilson Pickett : The Sound of Wilson Pickett
- Elvis Presley : From Elvis in Memphis (1969)
- Stephen Stills : Stephen Stills 2 (1971)
- B. B. King : To Know You Is to Love You (1973)
- Joe Cocker : Cocker (1986)
- Primal Scream : Give Out But Don't Give Up (1994)
- Sting : Mercury Falling (1996)